# Карнін (Любуське воєводство)
Карнін (пол. Karnin, нім. Kernein) — село в Польщі, у гміні Дещно Ґожовського повіту Любуського воєводства.
Населення — 490 осіб (2011).
У 1975-1998 роках село належало до Гожовського воєводства.

## Демографія
Демографічна структура станом на 31 березня 2011 року:
|          | Загалом | Допрацездатний вік | Працездатний вік | Постпрацездатний вік |
| -------- | ------- | ------------------ | ---------------- | -------------------- |
| Чоловіки | 247     | 77                 | 157              | 13                   |
| Жінки    | 243     | 58                 | 157              | 28                   |
| Разом    | 490     | 135                | 314              | 41                   |